# Ongul Sound
Ongul Sound är ett sund i Antarktis. Det ligger i Östantarktis. Norge gör anspråk på området.